# Spariolenus baluchistanicus
Espèce
Spariolenus baluchistanicus est une espèce d'araignées aranéomorphes de la famille des Sparassidae.

## Distribution
Cette espèce est endémique du Baloutchistan au Pakistan,. Elle se rencontre vers Quetta.

## Description
La femelle holotype mesure 23,1 mm.

## Systématique et taxinomie
Cette espèce a été décrite par Moradmand, Wesal et Kulkarni en 2023.

## Étymologie
Son nom d'espèce lui a été donné en référence au lieu de sa découverte, le Baloutchistan.

## Publication originale
- Moradmand, Wesal & Kulkarni, 2023 : « Taxonomic revision of the troglophile Spariolenus spiders (Araneae: Sparassidae) in South and West Asia. » Zootaxa, no 5380(1), p. 77-95.